# Aïn Errich
Aïn Errich (în arabă عين الريش) este o comună din provincia M'Sila, Algeria.
Populația comunei este de 20.634 de locuitori (2008).